# 동방몽시공 ~ The Phantasmagoria of Dim. Dream
《동방몽시공 ~ The Phantasmagoria of Dim. Dream》(일본어: 東方夢時空 〜 The Phantasmagoria of Dim.Dream.)은 동방 프로젝트의 세번째 시리즈 게임이다. 제작은 오타 준야가 하였다.